# هاما
هاما (به آلمانی: Hammah) یک شهر در آلمان است که در Oldendorf-Himmelpforten واقع شده‌است. هاما ۲٬۷۸۹ نفر جمعیت دارد.